# Phaleria coccinea
Phaleria coccinea är en tibastväxtart som beskrevs av Ferdinand von Mueller. Phaleria coccinea ingår i släktet Phaleria och familjen tibastväxter. Inga underarter finns listade i Catalogue of Life.